# Stadion Messiniakos
Stadion Messiniakos (gr. Γήπεδο Μεσσηνιακού) – stadion piłkarski w Kalamacie, w Grecji. Został otwarty w 1967 roku. Obiekt może pomieścić 5613 widzów. Swoje spotkania na stadionie rozgrywają piłkarze klubu Messiniakos, w przeszłości grali na nim również zawodnicy PS Kalamata; na stadionie trzy razy zagrała także reprezentacja Grecji.